# Gleipnir
Gleipnir (яп. グレイプニル, Gureipuniru) — японська серія манґи, написана та проілюстрована Сунь Такедою. Вона була серіалізована в журналі Kodansha сейнен манґа Young Magazine the 3rd з жовтня 2015 року та зібрана у вісім томів танкбону станом на квітень 2020 року. Манґа отримала ліцензію в Північній Америці від Kodansha Comics. Адаптація аніме-серіалу від Pine Jam виходила в ефір з квітня по червень 2020 року.

## Сюжет
Історія зосереджена на Шуічі Кагая, старшокласника з незвичайною таємницею. Він має здатність перетворюватися на монстра, що нагадує костюм талісмана гігантської собаки із застібкою-блискавкою на спині та великою мультяшною посмішкою. Рятуючи дивну дівчинку Клер Аокі від пожежі на складі, вони об'єднуються для пошуку старшої сестри Клер, яка, як передбачається, відповідальна за смерть їх батьків.

## Персонажі
Шуічі Кагая (яп. 加賀谷 修一, Kagaya Shuichi)
Сейю: Нацукі Ханае, Нацумі Фудзівара (молодий)
Чоловічий герой-підліток із можливістю перетворитися на костюм талісмана, схожий на собаку, укомплектований великим діючим револьвером на поясі та застібкою-блискавкою на хребті, що, відкрившись, дозволяє іншим залізти всередину його порожнього тіла, збільшуючи фізичну і розумові здібності обох. Коли трансформується, Шуічі набуває фізичних здібностей людини на пікових рівнях фізичної форми, сили та витривалості, а в парі з партнером всередині нього його здібності стають надлюдськими. Він зберігає деякі свої здібності у своїй людській формі, наприклад нюх, навіть гостріший ніж собаки. Зовнішній вигляд його людиною є середньостатистичним, за винятком помітного шраму на шиї після майже фатального бою проти сестри Клер Елени.
Клер Аокі (яп. 青木 紅愛, Aoki Kurea)
Сейю: Нао Тояма
Жінка-підліток головний герой. Побачивши, як її старша сестра Єлена перетворюється на монстра і вбиває їх батьків, вона впадає в депресію і робить спробу самогубства, коли їй ніхто не вірить. Після того, як Шуічі врятував її від спроби самогубства, вона захопилася пошуком своєї сестри та відкриттям істини створення монстрів. Спочатку вона жорстоко ставилася до Шуічі, розглядаючи його як інструмент і не більше того, але з часом вона стала піклуватися про нього до того ступеня, до якого вона поклялася вбити себе, якщо Шуічі спочатку помре, щоб вони могли завжди залишатися разом. За своєю життєрадісною і часто збоченою особистістю Клер володіє рішучістю, яка дозволяє їй без вагань і каяття вбивати і закриватися від своїх емоцій до такої міри, що Шуічі здається жахливою. Будучи звичайною людиною, Клер фізично слабка, але коли вона перебуває всередині Шуічі, вона отримує повний контроль над рухами його тіла, а також отримує значний приріст своїх фізичних можливостей, штовхаючи їх на надлюдські рівні.
Єлена Аокі (яп. 青木 江麗奈, Aoki Erena)
Сейю: Ханадзава Кана
Старша сестра Клер. Набравшись здатності перетворюватися на великого монстра, схожого на привид, вона вбила власних батьків, мабуть, за лицемірство, в якому вони виховували її та Клер суворими правилами, незважаючи на те, що вони страшні люди. Вона дуже любить Клер і, можливо, єдина людина, якій вона не бажає нашкодити. Емоційно нестабільна і психотична ще до того, як стати монстром, вона, за словами Шуічі, після того, як він понюхав її одяг, вчинила приголомшливу кількість вбивств. Єлена виявляється закоханою в Шуічі, і саме вона перетворила його на чудовисько, щоб вона могла залізти всередину і по-справжньому «стати єдиним цілим» з ним. Думка про те, що хтось інший може бути всередині нього, змушує її в такому гніві, що вона була готова відірвати голову Шуічі, щоб дістатися до людини всередині нього, зупинившись лише після того, як зрозуміла, що це Клер, а Шуічі вижив лише завдяки деяким невідомим здібностям його форма монстра, щоб утримати його в живих, незважаючи на тілесне поранення.
Чужий (яп. 宇宙人, Uchūjin)
Сейю: Сакурай Такахіро
Член високорозвиненого чужорідного виду з можливістю виконати, здавалося б, будь-яке бажання в обмін на пошук золотої монети, яка містить одного з його прибульців. Якщо хтось знайде 100 монет, він навіть запропонував наділити цю людину достатньою владою, щоб зробити майже що завгодно, навіть знищити планету, якщо він побажає, мабуть, не зважаючи на те, як такою силою можна зловживати.
Нанамі Міфуне (яп. 三船 奈々, Mifune Nana)
Сейю: Міку Іто
Один із людей-друзів Шуічі. Вона постійно весела, достатня, щоб Шуічі колись почувався краще у своєму жахливому монстр-житті, просто ведучи з нею звичайну розмову. Припускають, що вона закохана в Шуічі, оскільки вона була єдиною, хто помітив, наскільки він був у депресії, тоді як всі інші просто думали, що він виглядає крутішим, ніж раніше.
Акікава (яп. アブカワ, Abukawa)
Сейю: Йосіакі Хасегава
Один із людей-друзів Шуічі, який одного разу врятував його від хуліганів.
Хікава (яп. 氷川, Hikawa)
Сейю: Шизука Ішігамі
Перший збирач, з яким стикалися Клер і Шуічі. Знайшовши монету, вона попросила Чужого збільшити швидкість, щоб вона могла досягти успіху у спорті, але ненавиділа свої нові здібності після того, як це перетворило її руки та ноги на кінцівки монстра. Відчайдушно намагаючись повернутись до свого нормального людського тіла, вона намагалася вбити Клер і Шуічі за їх монету, щоб сама померти, коли Клер нещадно вистрілила їй у хребет.
Таданорі Сабен (яп. 三部 忠則, Sanbe Tadanori)
Сейю: Хірокі Ясумото
Студент університету і перший монстр, який став союзником з Клер і Шуічі. Знайшовши монету, він попросив Чужого зробити його сильнішим за всіх. Вже бойовий художник Санбе створив власний стиль бойових мистецтв, щоб використати силу свого тіла монстра, але, знайшовши людей, які більше не кидали йому виклик, він вирішив кинути виклик якнайбільшій кількості монстрів. Програвши бій з командною роботою Клер і Шуічі, він вирішив, що Шуічі був «справжнім чоловіком» і поклявся бути їхнім союзником у пошуку нових монет, хоча сам він більше не цікавиться монетами, оскільки сила була єдиним його бажанням.
Чіхіро Йошіока (яп. 吉岡 ちひろ, Yoshioka Chihiro)
Сейю: Кана Ічіносе
Молода дівчина та член групи збирачів Коянагі. Любитель тварин вона попросила Чужого про здатність розуміти тварин. У своїй формі монстра вона залишається переважно людиною, за винятком лисячих вух, які проростають на боці голови, що дає їй можливість чути, як почувається тварина. Віддаючи перевагу приховувати вуха, її зазвичай бачать у мотоциклетному шоломі, що закриває всю голову та обличчя.
Ікеучі (яп. 池内, Ikeuchi)
Сейю: Шойя Чіба
Молодий чоловік і член групи збирачів Коянагі. Горезвісний боягуз, його легко контролювати та маніпулювати іншими, особливо тими, кого він боїться. Він закоханий у Чіхіро, але надто боїться сказати їй. Його чудовиська здатність дозволяє йому перетворити голову на камеру спостереження, яку він використовує для відстеження та запису Чіхіро. Будь-який запис, який він робить, він також може завантажувати на комп'ютери або бездротово в Інтернет.
Субару (яп. スバル, Subaru)
Сейю: Йо Таічі
Дуже потужний збирач і член групи Єлени. Він зневажає, що йому говорять, що робити, і любить вбивати людей, які намагаються, за винятком Єлени, яка єдина людина, яку він готовий слухати. Замість того, щоб перетворитися на монстра, Субару може викликати і керувати двома великими монстрами — самцем з лівого боку та жінкою з правого, якого він називає Батьками. Ці батьки надзвичайно сильні і роблять всю боротьбу за нього Субару, тоді як Субару зберігається в безпеці між долонями батьків, а не ногами.

## Медіа

### Манґа
Gleipnir написаний та проілюстрований Сунь Такедою. Серіалізація розпочалась у журналі « Коданша» про манґа « Young Magazine» 3-го 6 жовтня 2015 р. Kodansha зібрав свої розділи в окремі обсяги танкбону. Перший том був опублікований 18 березня 2016 р. Станом на 6 квітня 2020 року видано вісім томів.
У Північній Америці компанія Kodansha USA оголосила, що має ліцензію на манґу в липні 2018 року.

#### Список томів
| № | Дата виходу       | ISBN                   |
| - | ----------------- | ---------------------- |
| 1 | 18 березня 2016   | ISBN 978-4-06-382752-1 |
| 2 | 20 жовтня 2016    | ISBN 978-4-06-382868-9 |
| 3 | 20 квітня 2017    | ISBN 978-4-06-382957-0 |
| 4 | 20 листопада 2017 | ISBN 978-4-06-510308-1 |
| 5 | 20 червня 2018    | ISBN 978-4-06-511455-1 |
| 6 | 19 березня 2019   | ISBN 978-4-06-514803-7 |
| 7 | 20 грудня 2019    | ISBN 978-4-06-518417-2 |
| 8 | 6 квітня 2020     | ISBN 978-4-06-519203-0 |

### Аніме
Адаптація аніме-серіалу була анонсована у четвертому випуску журналу Young Magazine 3rd від 6 березня 2019 року. Серіал анімований Pine Jam, а режисер — Казухіро Йонеда, а композицію серіалів обробляє Шинічі Іноцуме, а персонажів — Такахіро Кісіда. Рюгей Сатака пише музику серіалу. Вона виходила в ефір з 5 квітня по 28 червня 2020 року на Tokyo MX та інших каналах. H-el-ical // виконує пісню, що відкриває серію, тоді як міжнародна музична група Mili виконує пісню, що закінчується. Funimation придбала серію в усьому світі, за винятком Азії, і транслює серіали на FunimationNow, AnimeLab та Wakanim. У Південно-Східній Азії серія ліцензована Medialink і випущена на каналі YouTube Ani-One у деяких країнах Південно-Східної Азії, на потоковому сервісі Dimsum у Сінгапурі, Малайзії та Брунеї.

#### Список епізодів
| № серії | Назва серії                                                                               | Оригінальна дата показу |
| --- | ----------------------------------------------------------------------------------------- | ----------------------- |
| 1 | «Щось усередині мене» «Something Inside of Me (яп. 僕の中には, Boku no Naka niwa)»        | 5 квітня 2020           |
| Тіньова рука дістає золоту монету і поміщає її в торговий автомат, з якого вилазить молодий чоловік, запитуючи, чи не рука виявила його. Підлітку Шуічі Кагая пропонують місце в коледжі, але він відмовляється від нього на користь того, щоб виглядати нормально, тому його рекомендація дана його однокласниці Нані Міфуне. Шуйчі стає свідком пожежі і може відчути запах дівчини, яка потрапила в пастку. Він виявляє, що кількома місяцями раніше він отримав незрозумілу здатність перетворюватися на монстра, що нагадує костюм талісмана. Він рятує дівчинку, але п'янить від її запаху і майже пристає до неї. Йому вдається зупинитися, але кидає телефон. На наступний день дівчина, Куреа «Клер» Аокі, стикається з ним телефоном і виявляє, що вона знає, що він монстр, перш ніж відштовхувати його від шкільного даху, змушуючи його трансформуватися, щоб врятувати себе, а потім сфотографувати, щоб шантажувати його. Шуйчі визнає, що не знає своїх сил, перш ніж вона покаже йому монету, яка якось пов'язана з монстрами. У своїй квартирі, де вона живе одна, Клер пояснює, що пожежа насправді була спробою самогубства після того, як ніхто інший не повірив, що вона бачила монстрів. На них раптово нападає дівчина, яка шукає монету Клер, але вона перемагається Шуїчі. Клер намагається допитати її, але дівчина визначає Клер і Шуїчі як Збирачів, перш ніж також перетворитися на монстра. |                                                                                           |                         |
| 2 | «Що означає бути порожнім» «What It Means to Be Empty (яп. 空っぽの意味, Karappo no Imi)» | 12 квітня 2020          |
| Попереднього дня дівчина Хікава знаходить золоту монету, вставляє її в торговий автомат і зустрічає молодого чоловіка, який дає їй можливість перетворити свої кінцівки на кінцівки монстра. Відбившись від цього, вона шукає другу монету і бачить, що у Клер є така. Шуйчі тікає з Клер після того, як вона перцем обприскала Хікаву. Клер зауважує, що Шуічі має застібку-блискавку на хребті, але після розкриття виявляє, що він порожній, хоча і зроблений з плоті, і переконує його дозволити їй залізти всередину. Коли вона це робить, вони стають здатними відчувати почуття та спогади одне одного. Хікава знаходить їх і нападає. Вони виявляють, що разом вони сильніші за Хікаву, однак Клер заходить занадто далеко і дико б'є Хікаву, зламавши їй ногу, коли вона відмовляється сказати їй, як користуватися монетами, потім вистрілює в неї з револьвера з костюма, вбиваючи її і травмуючи Шуїчі. Через тиждень Шуїчі намагається піти, але Клер зазначає, що вони сильніші в команді, якщо з'являться інші монстри. Шуїчі хоче померти, тому Клер намагається знову покінчити життя самогубством, щоб померти разом з ним, але він натомість рятує її, не маючи змоги пережити це. Клер пояснює, що вона шукає свою сестру, яка стала монстром і зникла після вбивства їх батьків. Показано, що за півроку до цього дівчина вирішила використати своє бажання бути з Шуйчі, а прикрасою на її шкільній сумці був той самий талісман, в який тепер перетворюється Шуїчі. |                                                                                           |                         |
| 3 | «Єлена» «Elena (яп. エレナ, Erena)»                                                       | 19 квітня 2020          |
| Клер вирішує, що вони повинні перевірити свої здібності, і намагається залізти всередину Шуйчі абсолютно оголеною, стверджуючи, що його нутрощі гарячі та слизькі, але збентежена Шуїчі наполягає, що вона одягла купальник. Клер вирішує використати потужний ніс Шуічі, щоб відстежити Олену. Однак, відчувши запах одягу Олени, стає зрозуміло, що Олена вбила не тільки своїх батьків, але й потенційно сотні людей. Вони роблять ставку на залізничну станцію, оскільки Клер підозрює, що Олена ховається з кимось, хто їй допомагає, і сподіваються, що вони вловлять на них запах Олени, якщо вони поїдуть. Нарешті з'являється хтось із ароматом Олени, тому Клер поспішає побачити, аби зрозуміти, що це сама Олена. Вони готуються втратити працездатність Олени, але Шуїчі турбує відсутність емоцій у Клер і зупиняє її. Олена перетворюється і ледь не нападає, але коли вона розуміє, що це Клер, вона повертається назад, панікуючи. Виявляється, що, незважаючи на свої повноваження, Олена соціально некомпетентна і приймає, що її хочуть вбити, але запитує, чи вирішили вони її вбити, зробити це десь поза публікою. Шуїчі розгублений, оскільки Олена поводиться не так, як описала Клер. Однак стає зрозуміло, що Олена не здогадується, що Клер знаходиться всередині Шуйчі, оскільки вона визнає, що саме вона бажала, щоб він став монстром, і думає, що хоче помсти її. Клер випадково виявляє свою присутність, розлючуючи Олену тим, що Шуйчі дозволив замість неї іншу дівчину всередині себе, тому вона перетворюється і відриває йому голову від тіла.                                                                                    |                                                                                           |                         |
| 4 | «Я хотів би бути кимось іншим» «I Wish I was Someone Else (яп. 変身願望, Henshin Ganbō)»  | 26 квітня 2020          |
| Олена відразу ж кається і просить вибачення перед головою Шуїчі. Клер намагається її вбити, але тіло монстра Олени не постраждало від стрілянини. Олена виявляє, що їй було погано, що їхні батьки страшні люди, тому вона вбила їх заради Клер. Перед від'їздом вона дає Клер другу монету. Клер вирішує вбити себе, лише усвідомлюючи, що Шуїчі все ще жива. Вона кидається до торгового автомата і зустрічає молодого чоловіка, який прикріплює голову Шуйчі в обмін на монету. Чоловік виявляє, що він інопланетянин, що змінює форму, і пояснює, що сотні його прибульців поверталися на свою рідну планету як потоки живих даних всередині монет, але вони були розсіяні, коли їх корабель розбився, і оскільки він не в змозі самостійно відремонтувати корабель він вербує людей, що збирають людей, щоб знайти монети. В обмін на це він пропонує силу трансформуватися у будь-яку фізичну форму, але якщо хтось зібере 100 монет, він запропонує їм будь-яку владу, яку вони забажають, можливо, навіть достатню, щоб знищити планету. Шуїчі просить Клер не використовувати її залишилися монети, інакше це зіпсує їй життя. Клер погоджується, але лише тому, що її життя вже покращилося після знайомства з Шуїчі. Вони повертаються до школи, де подрузі Шуічі Нані вдається підбадьорити його, не усвідомлюючи цього, і він вирішує, що не може дозволити силі 100 монет потрапити в руки будь-кого, хто може цим зловживати. Клер вирішує знайти розбите інопланетне судно в горах, сподіваючись, що в ньому знаходиться скарб монет, який не випав при падінні.                                                                                          |                                                                                           |                         |
| 5 | «Божевільні вороги» «Crazy Enemies (яп. ヤバイ敵, Yabai Teki)»                            | 3 травня 2020           |
| Гори наповнені ворогуючими Збірниками, тому Клер вирішує, що вони повинні подружитися з кимось, оскільки боротися з ними буде неможливо. Шуйчі виявляє монстра з клинковими руками, який, на жаль, виявляє, що не зацікавлений у більшій кількості монет, оскільки він уже отримав нелюдську силу, яку хотів, і хоче випробувати себе проти монстрів. Шуїчі атакує першим, перш ніж Клер зможе його зупинити, і вони здолані. Клер намагається закінчити бій, визнавши, що вони слабші, але він вирішує їх убити, щоб зупинити їх у знаходженні 100 монет і стати сильнішими за нього. Клер дістає їх пістолет і пошкоджує руку, тому монстр перетворюється на свою людську форму, студент університету Таданорі Санбе, щоб подякувати їм за те, що вони кинули виклик. Потім він перетворюється на монстра, тому Шуічі і Клер розлучаються, щоб обдурити його; Шуїчі стримує його, Клер спрямовуючи пістолет собі в голову, змушуючи визнати, що програв. Замість того, щоб вбити його, Клер вимагає, щоб він став їхнім союзником. З'являється інший монстр, який сфотографував їхні людські обличчя, щоб вони не могли втекти, і вимагає, щоб вони стали його рабами, тому Санбе вбиває його. Клер сміється, розуміючи, що Санбе — це, мабуть, найсильніший монстр на горі, а це означає, що інших монстрів буде легше перемогти. Шуїчі пояснює, як вони з Клер б'ються разом, тому Санбе вирішує приєднатися до їх команди. Клер знаходить більше фотографій на телефоні монстрів і впізнає їх лідера. |                                                                                           |                         |
| 6 | «Збирачі» «Gatherers (яп. 収集者, Shūshūsha)»                                             | 10 травня 2020          |
| Клер використовує телефон мертвих монстрів, щоб зв'язатися зі своїми жертвами і просить приєднатися до їхньої групи. Група наполягає на тому, щоб побачити її людський вигляд, тому Клер вилазить з Шуічі, виявляючи їхнє партнерство, але наполягає, що Шуїчі безпечно залишається у своїй формі монстра. Їхній лідер, Коянагі, виявляє, що вона знає Олену, а також що колись її зрадив друг, який не міг зберегти таємницю, що призвело до самогубства жінки, яку вона кохала, тому вона побажала конкретної сили, яка змушує людей тримати таємний. Клер погоджується бути ініційованою. Один із членів групи, Чіхіро, який здатний зрозуміти почуття тварини, просить Шуічі використати нюх, щоб знайти її загублений гаманець. Під час пошуку Шуїчі розгублений запахом Чіхіро, тому вона наполягає на тому, щоб залізти всередину його, оголеною, щоб він міг відчути запах її гаманця, не заплутавшись. Інший учасник групи, закоханий в Чіхіру, Ікеучі, ревниво спостерігає за ними з камерою безпеки, яку він має замість голови. Чіхіру здивована, коли вона може відчути почуття, які Шуїті відчуває до Клер. Коянагі пропонує Клер намисто з її волосся, попереджаючи її, що якщо вона надіне його, воно злиється з її шиєю, і якщо вона коли-небудь намагатиметься розкрити таємниці груп, воно затягне і відріже їй голову. Клер одягає намисто. В іншому місці одна з команди Олени, Субару, натрапляє на гаманець Чіхіру. |                                                                                           |                         |
| 7 | «Метаморфоза» «Metamorphosis (яп. 変形, Henkei)»                                          | 17 травня 2020          |
| Коянагі виявляє, що вона колишня однокласниця Олени. Шуічі ароматизує гаманець Чіхіру з Субару і вирішує повернути його назад, оскільки там міститься адреса Чіхіру. Клер дізнається, що Шуічі залишився з Чіхіру і наполягає на тому, щоб знайти його, тому Коянагі відправляє з собою свого бійця Йоту. Шуічі знаходить Субару, який виявляє свою силу викликати гігантського монстра з двома головами і розчавлює їх. Йота просить Клер вийти, але вона відмовляється, стверджуючи, що Шуіті — це її друга половина, натякаючи на свої почуття до нього. Шуйчі і Чіхіру, шкодуючи про свої слабкі місця, якимось чином зливають свої розбиті тіла в єдине чудовисько, підживлене люттю. Субару змушений викликати свого монстра, щоб врятувати себе, тоді як Шуічі і Чіхіру втрачають власне «Я» і зливаються в єдину особистість. Вони проходять захист Субару і майже вистрілюють у нього з двох пістолетів, які замінюють револьвер Шуічі, але бій зупиняє Олена. Шуйчі відчайдушно хоче напасти на Олену, але Чіхіру отримує доступ до пам'яті. Шуічі, мабуть, забув про Олену як людину, роздратовуючи її назад до себе. Коли їх розум відокремлений, їхнє тіло падає без свідомості. Олена має спалах зустрічі з інопланетянином, котрий все більше цікавиться людьми і дивується, чи не провів він занадто довго в людському тілі. Субару намагається протистояти Олені, але зрозуміло, що він все ще заляканий нею. Клер і Йота знаходять Шуічі та Чіхіру у несвідомому стані та повертаються до своїх окремих тіл. |                                                                                           |                         |
| 8 | «Тіні в пам'яті» «Shadows in Memory (яп. 記憶の影, Kioku no Kage)»                        | 24 травня 2020          |
| Шуйчі мріє про те, щоб молодим хлопчиком відвідувати школу для дітей, перш ніж прокинутися. Повернувшись до Коянагі Шуіті приймає намисто перед тим, як пояснити, ні він, ні Чіхіру не можуть згадати, що сталося. Ісао, який контролює рослини, знає Шуїчі, оскільки він живе біля школи для дітей, і бачив там Шуїчі з друзями. Це бентежить Шуїчі, який не пам'ятає друзів. Міку, яка може стати невидимою, також знає Шуйчі, коли вона працює в місцевому магазині. Клер звинувачує Чіхіру в тому, що вона згадала, що насправді сталося. Зрозумівши, що Клер заздрить, Чіхіру таємно попереджає Клер, що вона занадто відрізняється від Шуїчі, щоб справді стати з ним одним. Шуйчі зустрічає свого друга Абукаву, поховавши собаку, яку збив автомобіль, роблячи Шуїчі підозрілим. Ікеучі шпигує за Шуїчі і звинувачує його в тому, що щось приховує. Шуїчі починає вірити, що метою його форми монстра є захист нормальних, слабких людей. Чіхіру вдається зателефонувати Олені з вимогою дізнатись, що таке здібності Шуїчі, але вона лише пояснює, що це підвищує здібності двох людей з однією метою, і це потужніше, ніж відомо про Шуїчі. Олена розлючена після того, як дізналася, що Чіхіру мала доступ до спогадів Шуічі, які, на її думку, вона стерла. Побачивши, що Олена не завжди була злою, Чіхіру просить її допомогти зупинити силу 100 монет. Олена знущається з думкою, що хтось може вже мати 100 монет, і відмовляється приєднатися до них, стверджуючи, що її цілі і цілі Шуйчі зараз занадто різні. Наступного дня Коянагі виявляє, що, виходячи з того, де вони вже знайшли монети, вона добре уявляє, де міг розбитися космічний корабель. |                                                                                           |                         |
| 9 | «Заявлені вимоги» «Staked Claims (яп. 激突のマーク, Gekitotsu no Māku)»                   | 31 травня 2020          |
| Група стикається зі сценою бійки Клер і Шуїчі із Санбе, і їх винна реакція робить Ікеучі підозрілим. Вибираючи уникати ворожих територій, Коянагі проводить їх навколо гори. Чіхіру відчуває свою провину, приховуючи інформацію про те, що інший монстр уже має 100 монет, але не може змусити себе пояснити, що зв'язалася з Оленою. Клер занадто пізно розуміє, що маркери територій насправді призначені для того, щоб зігнати слабших Збірників у засідки. Їм заважає врятуватися гігантське сотненоге чудовисько на ім'я Моріта, яке захоплює Коянагі і намагається переконати їх приєднатися до його групи, обіцяючи, що вони не планують керувати світом, вони просто хочуть робити все, що хочуть, без обмежень. Потім він погрожує їм відрубаною головою слабшого Збірника, перш ніж приставати до Коянагі. Обурений, Йота перетворюється, виявляючи свою форму монстра, збільшує його швидкість і силу. Він рятує Коянагі і висуває щелепу Моріті, але залишає його живим. Поховавши голову Збірників, вони йдуть. Товариші по команді Моріти знаходять його та їхнього боса Мадоку, вириває один із власних зубів, щоб поділитися його болем, і обіцяє помститися. Мадока перетворюється на гігантського монстра, схожого на єті, і переслідує їх, легко вибиваючи Ісао та Йоту. Однак, коли він бачить, як Клер забирається всередину Шуічі, він спокійно вимагає знати, хто вони. |                                                                                           |                         |
| 10 | «Прекрасна квітка» «Beautiful Flower (яп. 美しい花, Utsukushī Hana)»                      | 7 червня 2020           |
| Мадока робить їм пропозицію, збирає для нього 100 монет, після чого він використовуватиме силу, щоб виконати їх бажання, хоча спочатку одна з них повинна померти, помстячись за поранення Моріти, виключаючи Клер, оскільки він може відчувати, що вона нещадна вбивця і тому занадто цінна. Клер викладає варіанти, або всі вони вмирають в бою, або хтось із них гине, а решта живуть з виною. Дівчина Міку, яка може стати невидимою, пропонує вбити Мадоку в його людській формі, але це вважається занадто ризикованим. Клер придумує план втечі, і Ісао вирощує тисячі олеандрових рослин. Клер також намагається відіслати Шуїчі, вважаючи, що він занадто добрий, щоб робити те, що потрібно, але він наполягає на допомозі. Клер усвідомлює, що любов може змусити добрих людей робити нещадні речі і дивується мотивам Олени. Ікеучі покидає групу і благає Мадоку вберегти його та Чіхіру в безпеці, але запізно, оскільки Шуйчі підпалює квіти, тому Клер не повинна це робити сама. Ісао пояснює, що олеандр дуже отруйний, і якщо він згорів, утворюється отруйний дим. Ікеучі намагається пояснити це Мадоці, але його зрада активізує волосся Коянагі, і голова його відсікається. Друзі Мадоки починають вмирати, і, незважаючи на його відчайдушні спроби врятувати їх, вони всі разом гинуть у димі та вогні. Коянагі вирішує, що Клер її лякає, тепер вона побачила, що Клер готова зробити. Клер вважає, що нарешті знає, чому Олена подарувала їй чергову монету, вона страждає від провини за свої вчинки і відчайдушно хоче, щоб Клер врятувала її від себе. Тим часом Олена стикається з інопланетянином.                                       |                                                                                           |                         |
| 11 | «Ціна вирішення» «The Price of Resolve (яп. 決意の代償, Ketsui no Daishō)»                | 14 червня 2020          |
| Олена намагається звинуватити інопланетянина у всьому, але інопланетянин наполягає, що люди самі роблять вибір. Клер переживає, що деякі монстри, можливо, вижили, тому їм слід швидко збирати монети, але Коянагі, звинувачуючи себе у різанині, наполягає на тому, щоб вони йшли додому. Ісао стурбований тим, як легко Клер і Шуйчі вбивають, і залишається розгубленим, чому Шуічі стверджував, що він навчався в школі для дітей. Шуїчі ділиться з Клер своїм бажанням продовжувати битися і стати з нею єдиним цілим. Шуйчі і Клер ходять до школи і розуміють, що Чіхіру однокласниця. Шуйчі чує чутку, що біля лісу було знайдено тіло його друга Абукави, спалене до невпізнання. Шуїчі стикається з інопланетянином і вимагає знати, чому він обрав костюм талісмана. Інопланетянин відмовляється відповідати, але пропонує знову зробити його людиною, якщо у нього є монета для торгівлі, але Шуйчі клянеться знайти 100 монет і повернути світ в норму. Їх розмову підслуховує вижиле чудовисько, молодий фехтувальник, який стикається з Шуїчі через смерть Мадоки. Шуйчі б'є його і вимагає знати, чому Абукава був з Мадокою, а фехтувальник дає зрозуміти, що Абукава був їхнім другом більше, ніж Шуічі. Клер телефонує Шуічі, переживає за нього, але Шуїчі запевняє її, що він добре, перш ніж він вистрілить втекаючого фехтувальника в спину. Інопланетянин згадує про першу дівчину, яка знайшла одну з його монет, Хоноку, яка надихнула його на створення ігор зібрання, та перших гравців — Олену, Шуїчі, Наото, Кайто та Айко. |                                                                                           |                         |
| 12 | «Де було дано обіцянку» «Where the Promise was Made (яп. 約束の場所, Yakusoku no Basho)»  | 21 червня 2020          |
| Група Олени дізнається, що хтось із потужністю 100 монет охороняє корабель інопланетян від інших збирачів. Друг Олени Наото згадує про те, коли він відвідував школу для дітей з Еленою, Шуїчі та іншими його друзями. За кілька місяців до того, як Шуічі отримав свої сили, Наото зустрічався з дівчиною на ім'я Айко, але інший їх друг, Хонока, зник. Айко запропонувала не шукати її. Знайшовши цього дивного Кайто, він пішов за Айко і зустрів інопланетянина, який сказав їм, що Хонока перетворився на схожу на Айко. Хонока заздрила кращому життю Айко, тому вбила справжню Айко, а потім стала нею. Наото, Шуїчі та Олена вирішили поводитися так, ніби нічого не знали. Однак Кайто пішов за Хонокою туди, де вона поховала тіло Айко і задушила її в помсту. Кайто пізно дізналася, що Айко вбила себе, і Хонока скористалася її смертю, щоб стати новою Айко. Олена, Шуїчі та Наото це вже зрозуміли, і оскільки вони нічого не могли зробити, вони вирішили продовжувати як зазвичай. Охоплений почуттям провини за непотрібне вбивство Хоноки, Кайто відніс монету до іноземця Пізніше поширилися чутки про примарну дівчину, яка вимагала, щоб люди вказували її ім'я, якщо вони не могли, їх розпали. Шуйчі вирішив, що якщо Кайто відповідальний, він застосує монету, щоб зупинити його. У теперішній час Клер шукає школу для дітей і виявляє опудалу іграшку, яка точно схожа на форму монстра Шуічі. Чіхіру знову телефонує до Олени і просить поговорити. |                                                                                           |                         |
| 13 | «Ми двоє - одне ціле» «We Two Are One (яп. 二人で一つ, Futari de Hitotsu)»                | 28 червня 2020          |
| Шуїчі просить групу передати свої монети для їх безпеки. Клер відвідує будинок Шуїчі і розуміє, що Шуїчі не пам'ятає про те, наскільки напівзруйнований його будинок, і про смерть батьків, і все це завдяки маніпуляціям пам'яті Олени. У них намисто з волосся падає, коли Коянагі погоджується передати їм свої монети, потайки плануючи віддати їх Олені. Олена переживає, якщо Шуйчі пам'ятатиме правду, що кінець світу буде. Шуйчі направляється на зустріч і виявляє, що Чіхіру віддає монети Олені. Клер стикається з Оленою з лялькою у формі чудовиська Шуїчі, змушуючи Шуїчі починати згадувати. Олена знову намагається стерти з нього пам'ять, але вони з Клер трансформуються, щоб зупинити її. Олена згадує, що примарна дівчина вбила батьків Шуічі і вбила б його, якби не стерла його спогадів. З'являється примарна дівчина, і Шуйчі майже називає її Хонока, але Олена наполягає, що вона щось інше. Олені вдається стерти пам'ять Шуйчі, і примарна дівчина зникає, стверджуючи, що її цікавлять лише люди, які намагаються знайти «місце», а не монстри. Істина нарешті розкрита: Кайто отримав силу 100 монет і використовує примарну дівчину для нападу на будь-яку людину, яка намагається знайти корабель інопланетянина, але, стираючи частини спогадів Шуічі, Олена переконалася, що Шуїчі не знав про корабель, утримуючи його від того, щоб бути націленим, якщо він не згадав. Незважаючи на втрату спогадів, Шуічі знову присягає закінчити гру і знову входить в гори з Клер та Санбе. |                                                                                           |                         |